# U-Bahnhof Untersbergstraße
Der U-Bahnhof Untersbergstraße ist ein Bahnhof der U-Bahn München. Er wird von der Linie U2 und seit dem 12. Dezember 2011 von der Verstärkungslinie U7, die nur in der Hauptverkehrszeit fährt, bedient.
Der Bahnhof wurde am 18. Oktober 1980 eröffnet und liegt unter der Deisenhofener Straße im Stadtteil Giesing. Die Straße wurde nach dem im deutsch-österreichischen Grenzgebiet bei Salzburg liegenden Bergmassiv Untersberg benannt. Wie die meisten in den 1980er Jahren eröffneten Bahnhöfen bestehen auch hier die Hintergleiswände aus grünen Faserzementplatten. Der Boden ist mit Isarkiesel-Kunststeinen ausgelegt, die Säulenreihen sind mit unterschiedlich schattierten grünen und braunen Fliesen verkleidet, wobei in der Mitte an den Aufgängen zwei schmale Säulenreihen zu finden sind. Des Weiteren ist die Decke mit Aluminium-Lamellen ausgestattet. Über Rolltreppen und einen Lift erreicht man ein Sperrengeschoss mit Zugang zur Kreuzung Deisenhofener-/Untersbergstraße.

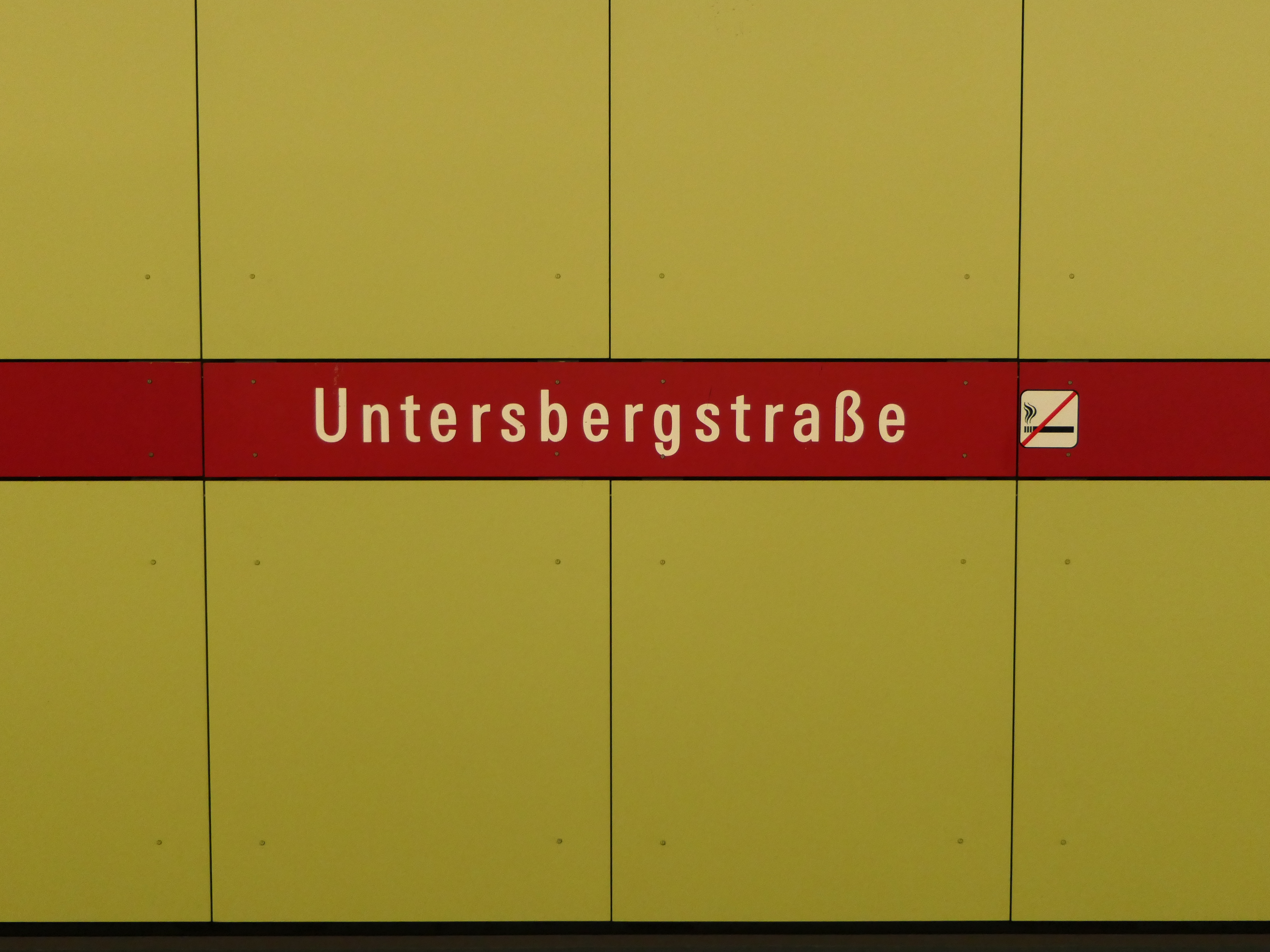
Stationsname an den Hintergleiswänden
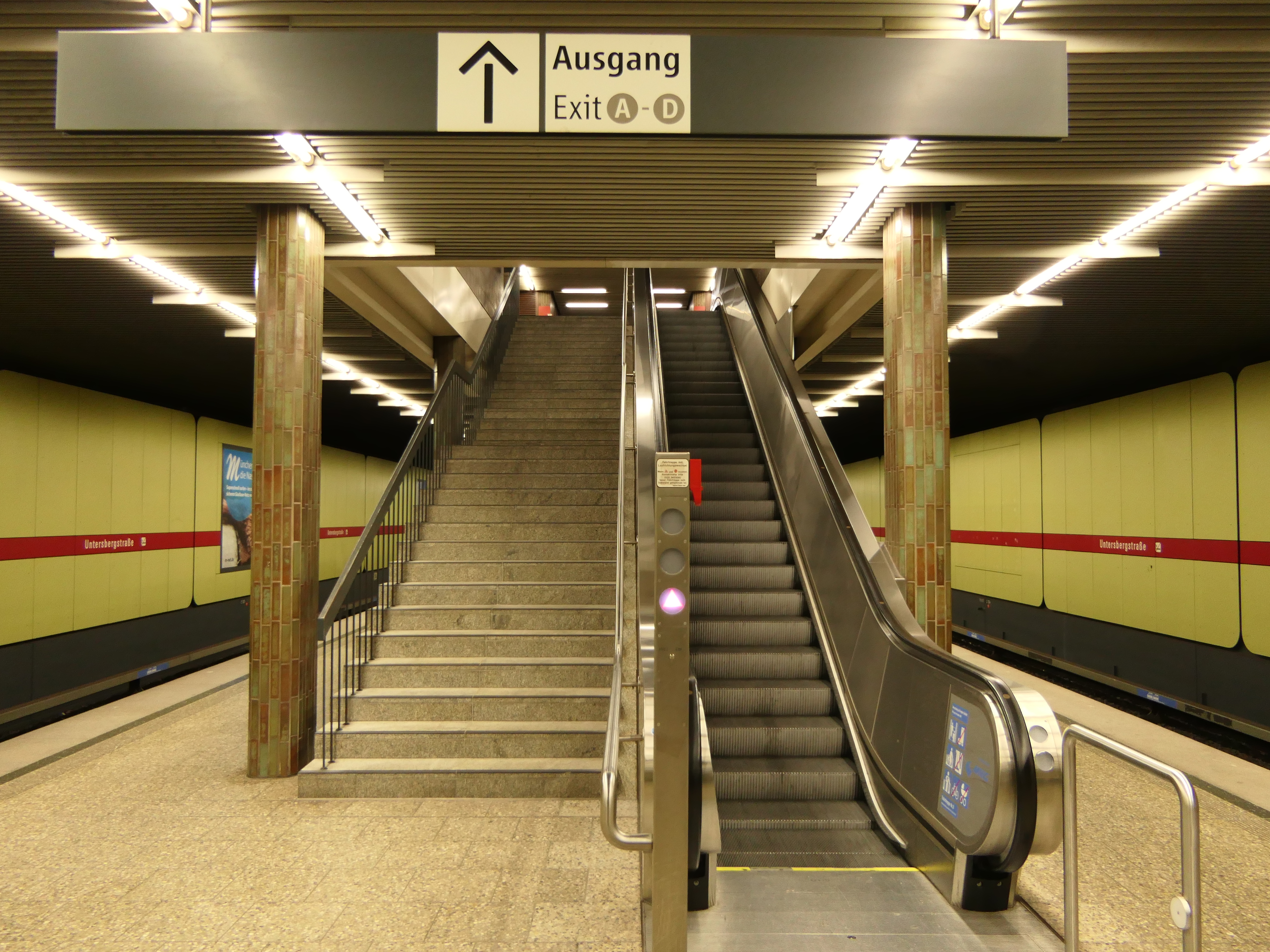
Aufgang von der Bahnsteigebene zur Verteilerebene
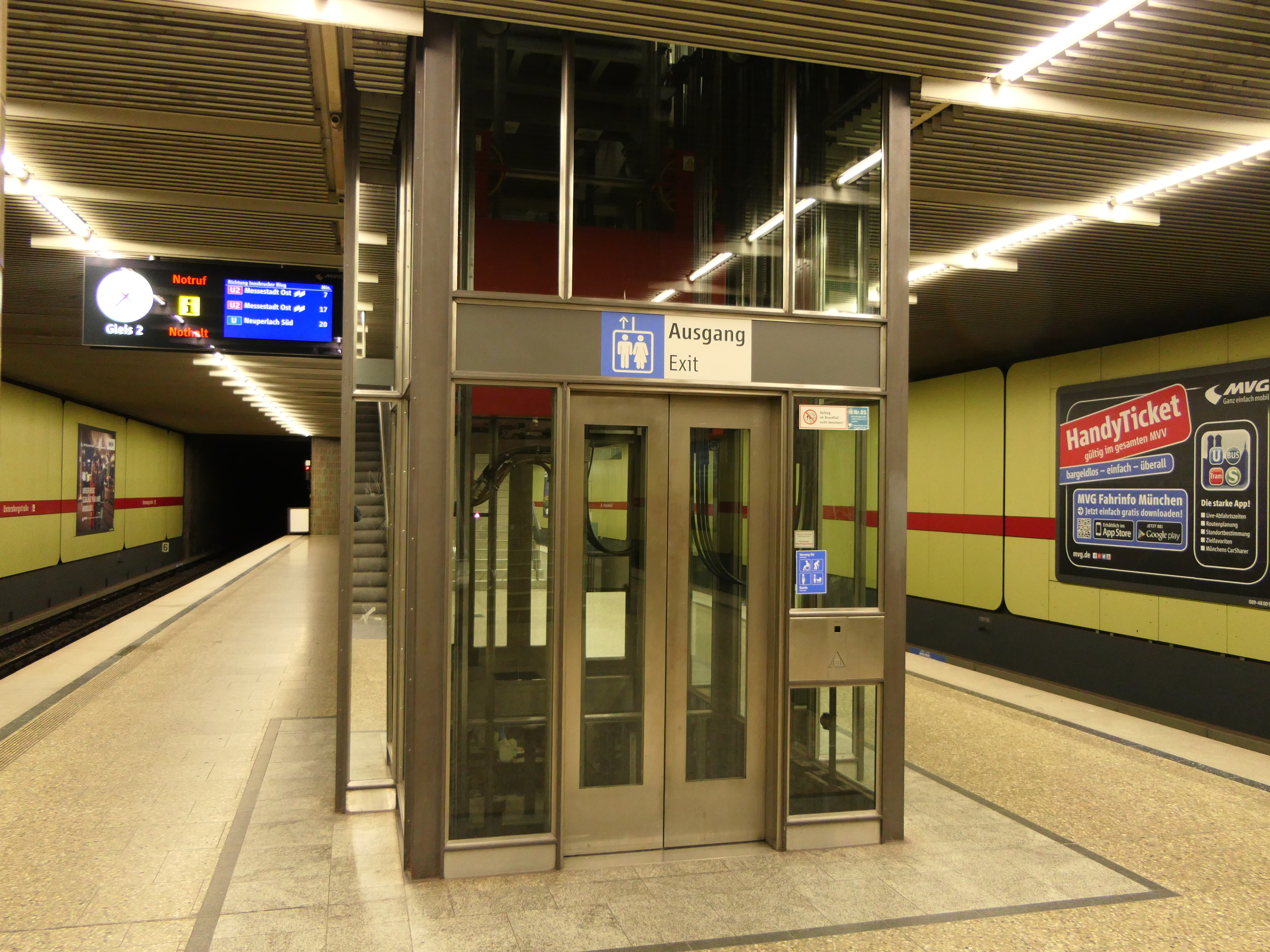
Aufzug auf der Bahnsteigebene
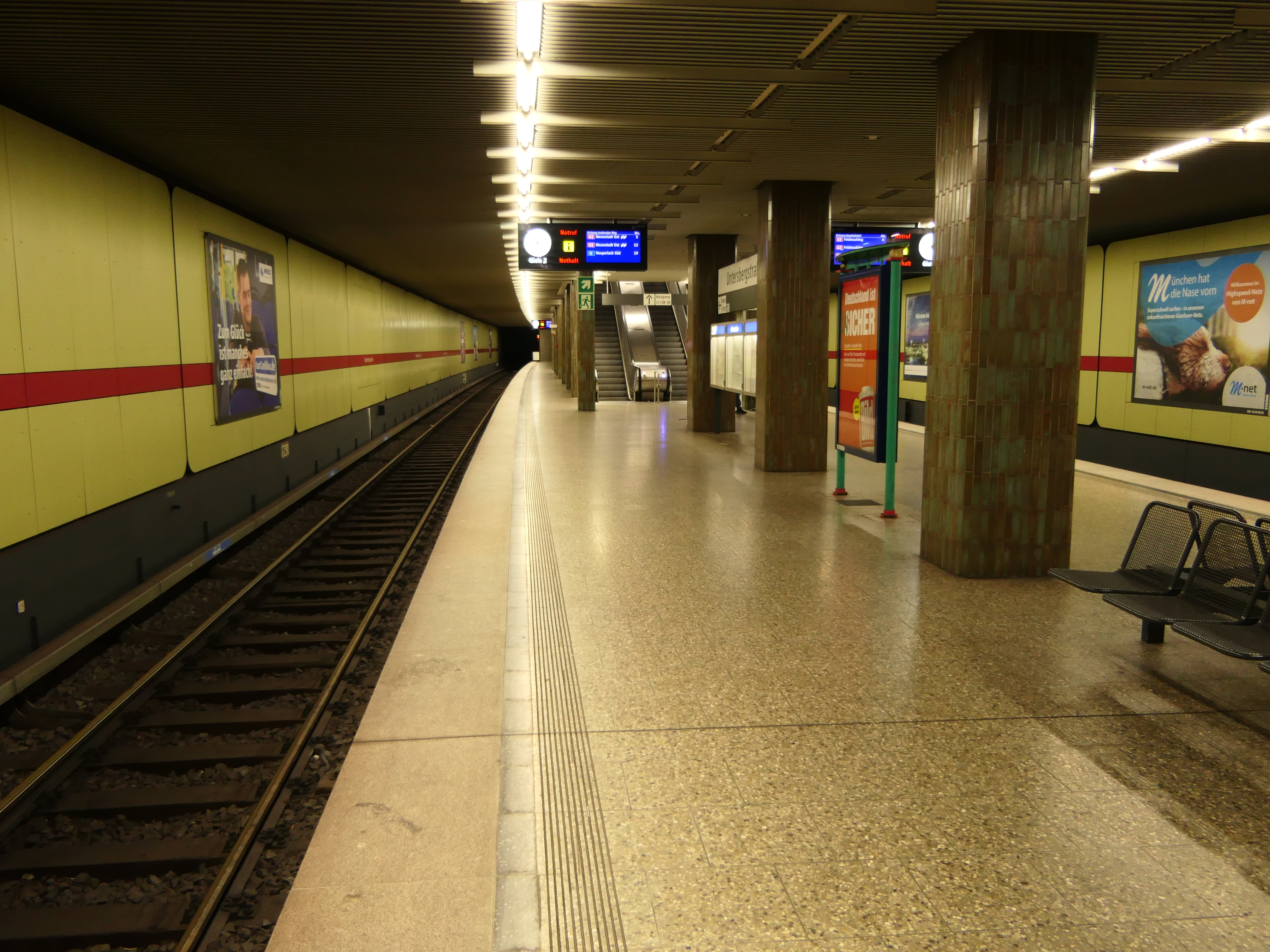
Bahnsteigebene (Gleis 2)
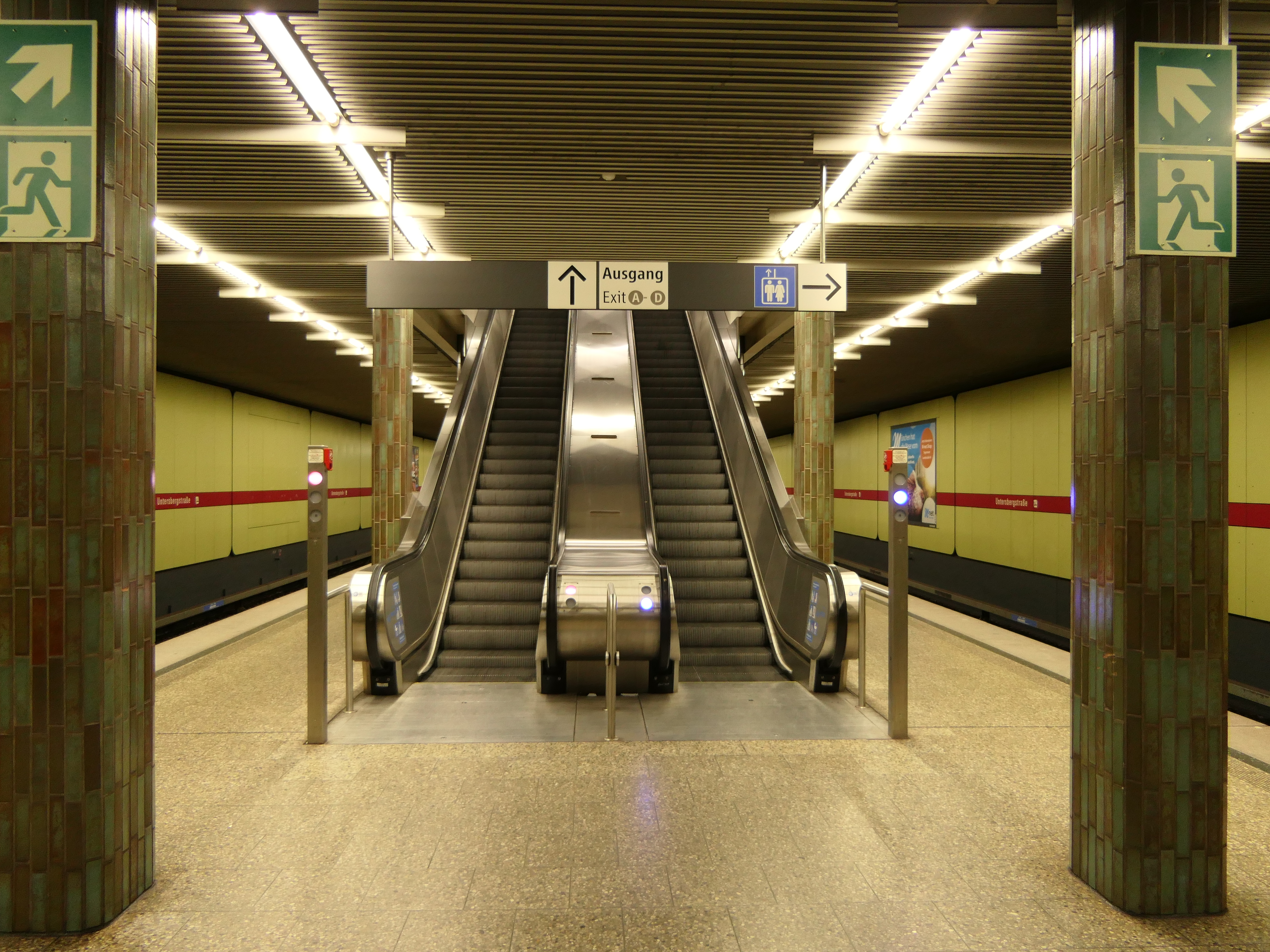
Fahrtreppen von der Bahnsteigebene zur Verteilerebene
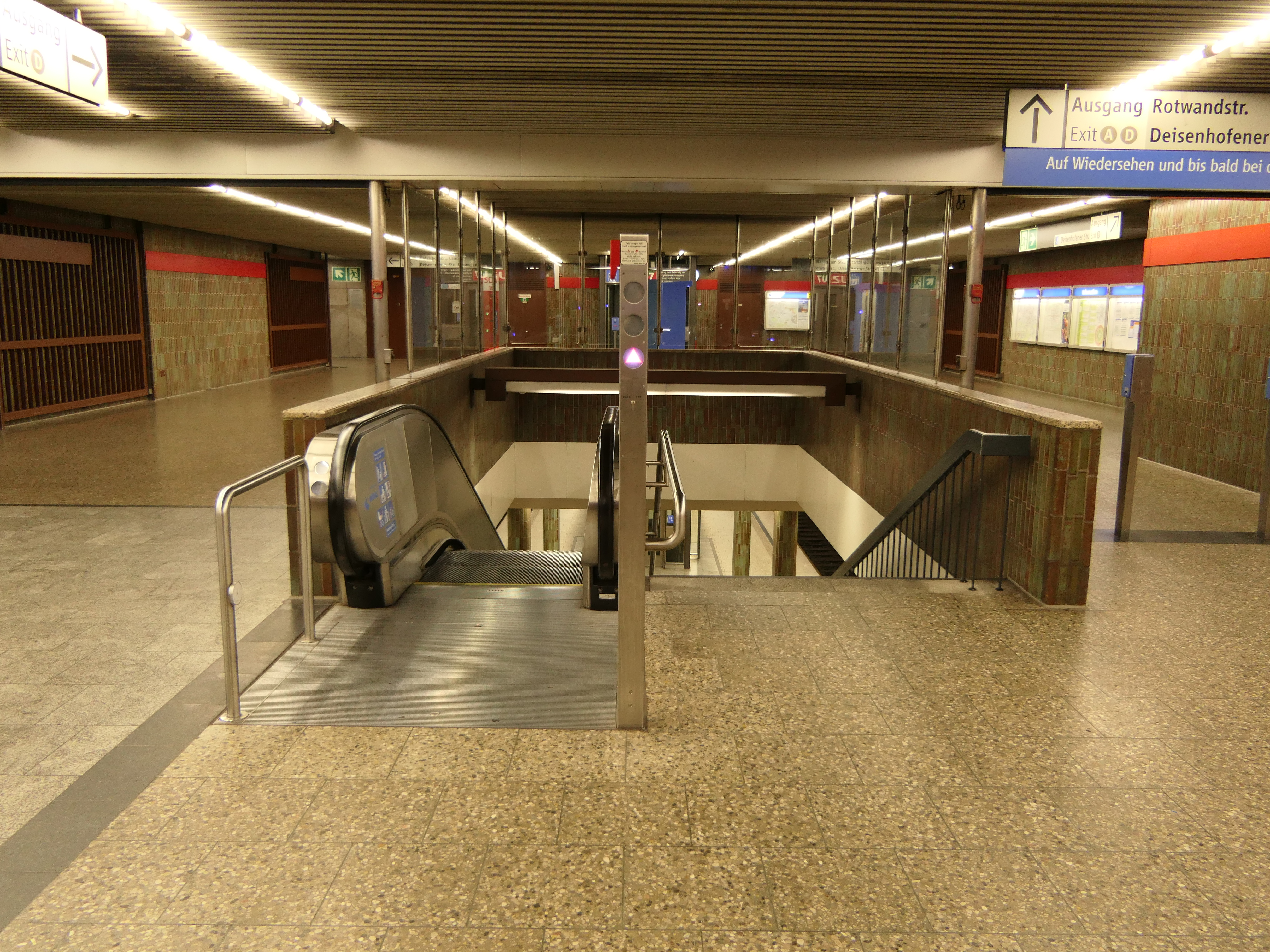
Verteilerebene mit Abgang zur Bahnsteigebene
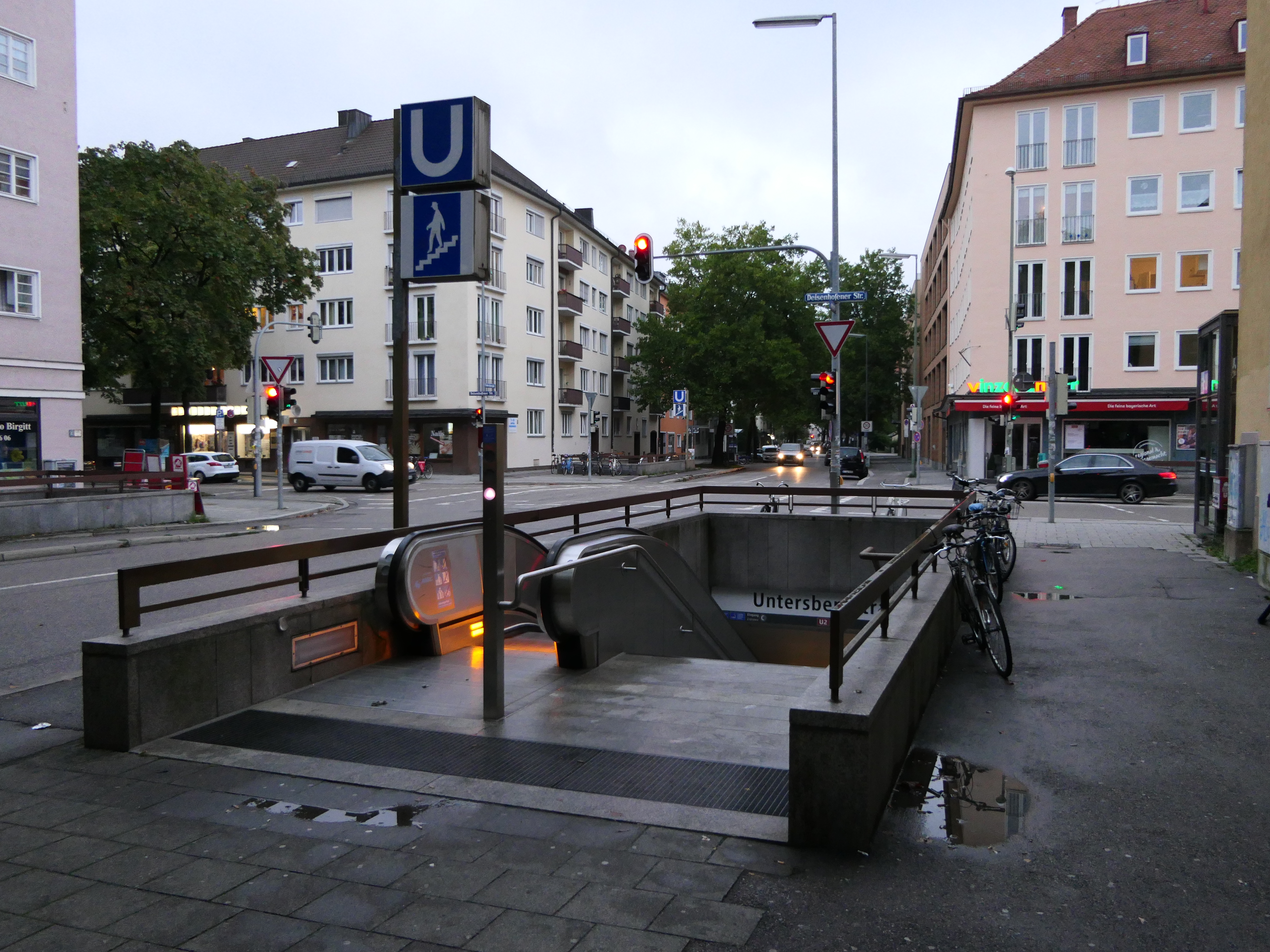
Zugang an der Oberfläche

| Linie | Linienverlauf |
| ----- | --- |
| U2    | Feldmoching – (1065 m) – Hasenbergl – (631 m) – Dülferstraße – (1112 m) – Harthof – (962 m) – Am Hart – (1010 m) – Frankfurter Ring – (657 m) – Milbertshofen – (1094 m) – Scheidplatz – (1103 m) – Hohenzollernplatz – (756 m) – Josephsplatz – (513 m) – Theresienstraße – (730 m) – Königsplatz – (583 m) – Hauptbahnhof – (905 m) – Sendlinger Tor – (746 m) – Fraunhoferstraße – (1116 m) – Kolumbusplatz – (711 m) – Silberhornstraße – (553 m) – Untersbergstraße – (654 m) – Giesing – (1280 m) – Karl-Preis-Platz – (868 m) – Innsbrucker Ring – (1576 m) – Josephsburg – (978 m) – Kreillerstraße – (1207 m) – Trudering – (959 m) – Moosfeld – (1683 m) – Messestadt West – (925 m) – Messestadt Ost |
| U7    | Olympia-Einkaufszentrum – (625 m) – Georg-Brauchle-Ring – (788 m) – Westfriedhof – (830 m) – Gern – (1007 m) – Rotkreuzplatz – (1102 m) – Maillingerstraße – (878 m) – Stiglmaierplatz – (1071 m) – Hauptbahnhof – (905 m) – Sendlinger Tor – (746 m) – Fraunhoferstraße – (1116 m) – Kolumbusplatz – (711 m) – Silberhornstraße – (553 m) – Untersbergstraße – (654 m) – Giesing – (1280 m) – Karl-Preis-Platz – (868 m) – Innsbrucker Ring – (982 m) – Michaelibad – (1708 m) – Quiddestraße – (778 m) – Neuperlach Zentrum |
| U8    | nur samstags: Olympiazentrum – (944 m) – Petuelring – (832 m) – Scheidplatz – (1103 m) – Hohenzollernplatz – (756 m) – Josephsplatz – (513 m) – Theresienstraße – (730 m) – Königsplatz – (583 m) – Hauptbahnhof – (905 m) – Sendlinger Tor – (746 m) – Fraunhoferstraße – (1116 m) – Kolumbusplatz – (711 m) – Silberhornstraße – (553 m) – Untersbergstraße – (654 m) – Giesing – (1280 m) – Karl-Preis-Platz – (868 m) – Innsbrucker Ring – (982 m) – Michaelibad – (1708 m) – Quiddestraße – (778 m) – Neuperlach Zentrum |